# Herbert M.
Herbert M. (* Dezember 1933 in Meerane; † Januar 2019 in Brandenburg an der Havel) war ein deutscher Serienmörder, der zwischen 1950 und 1991 insgesamt drei Kinder und eine Frau ermordet hat.

## Leben
Herbert M. wuchs in ärmlichen Verhältnissen in Meerane auf. Nach seinem Schulabschluss schlug er sich mit Gelegenheitsjobs durch. Im Sommer 1950 beging er mit 16 Jahren seinen ersten Mord. Er nahm ein 5-jähriges Mädchen aus der Nachbarschaft mit zu einem Spaziergang in den Wald, um dort Beeren pflücken, und erstach sie dort. Er ließ sich noch am selben Tag widerstandslos von der Volkspolizei festnehmen und gestand die Tat in vollem Umfang. Kurz vor seinem 17. Geburtstag wurde er deswegen im Dezember 1950 vom Bezirksgericht Zwickau zu acht Jahren Haft verurteilt, die er im Zuchthaus Zwickau verbüßte.
Nach seiner Haftentlassung im Jahr 1958 zog er ins thüringische Lauscha und war in den folgenden Jahren zweimal verheiratet, wobei die Ehen kinderlos blieben. Im September 1968 geriet er nach einem Gaststätten-Besuch im angetrunkenen Zustand mit einer 21-jährigen Frau aneinander, die er im Laufe des Streits auf offener Straße ebenfalls erstach. Erneut wurde er festgenommen und kam in Untersuchungshaft. Daraufhin wurde er im Frühjahr 1969 vom Bezirksgericht Suhl wegen Mordes zu lebenslanger Haft verurteilt.
Im Zuge der Wende in der DDR wurde er dann im September 1990 nach rund 22 Jahren aus dem Gefängnis entlassen und lebte fortan im Berliner Stadtteil Prenzlauer Berg, wo er recht schnell wieder in seine alten Lebensgewohnheiten (Alkoholsucht, Gewalt) zurückfiel. In der Silvester-Nacht 1991 hatte er einer Bekannten, die er wenige Monate zuvor im Garten eines Nachbarn von ihm kennengelernt hatte, versprochen auf ihre zwei Töchter im Alter von 4 bzw. 5 Jahren aufzupassen. Im Laufe dieser Nacht kam es zum Streit mit den beiden Kindern, woraufhin er im angetrunkenen Zustand die beiden Mädchen erstach. Er wurde dann nur wenige Stunden später am Neujahrstag 1992 in einer Kneipe von der Polizei festgenommen. Der Prozess fand von September bis Oktober 1992 am Landgericht Berlin statt. Er zeigte dabei keinerlei Reue und ihm wurde von mehreren psychologischen Gutachtern attestiert, dass er ein Triebtäter sei. Er wurde wegen zweifachen Mordes schließlich erneut zu einer lebenslangen Haftstrafe verurteilt, die er bis zu seinem Tod in der Justizvollzugsanstalt Brandenburg a. d. Havel verbüßte.
Herbert M. starb Anfang Januar 2019 kurz nach seinem 85. Geburtstag nach längerer Krankheit. Er war zuletzt der älteste und der am längsten inhaftierte Strafgefangene im Bundesland Brandenburg. Insgesamt verbrachte er damit rund 57 Jahre in Haft und nur 28 Jahre in Freiheit.